# Прљави, покварени преваранти
Прљави, покварени преваранти (енгл. Dirty Rotten Scoundrels) или Прљави, покварени варалице, је комедија из 1988. у режији Френка Оза. Филм је римејк филма Ноћна прича из 1964. године с Марлон Брандом и Дејвидом Нивеном у главним улогама. Године 2019. објављен је још један римејк под називом Преваранти.
Филм говори о двојици преваранта који се такмиче да преваре богату наследницу за 50.000 долара. Кејн игра образованог и углађеног Лоренса Џејмисона, који поставља разрађене трикове да превари богате жене, док Мартин игра његовог мање рафинираног ривала, Фредија Бенсона. Радња се одвија на француској ривијери. Филм је објављен 14. децембра 1988. године и добио је позитивне критике.
Мајкл Кејн је номинован за награду Златни глобус за најбољег главног глумца у играном филму мјузикл или комедија за улогу у овом филму.

## Радња филма
Лоренс Џејмисон (Мајкл Кејн) је професионални преварант високе класе који тргује на француској ривијери у богатом граду Болије на Мору. За њега, власника аристократског изгледа и беспрекорних манира, превара је давно утврђен приход. Било под маском краљевског принца у изгнанству, било под маском сенатора, он се удвара богатим дамама, а оне се, сасвим добровољно, растају са много новца.
Неприкладно се појавио у граду Фреди Бенсон (Стив Мартин) - самозадовољни и дрски Американац. Његов калибар је скромнији - довољна је бесплатна вечера у ресторану са богатим клијентом. Лоренса, међутим, брине ривалство: он нема никакве везе са овим младићем у истом одмаралишту – све ће покварити, уплашити већи „плен“.
Једноставна комбинација са везама у локалној полицији, чини се, постигла је циљ: млади преварант, којем прети кастрација због измишљене прељубе, спреман је да напусти град. Али случајно, Фреди схвата да му је Џејмисон наместио. Тада Бенсон долази у Лоренсову кућу са неочекиваним захтевом да научи уметност лепог понашања и како да шармира богатог клијента.
Лоренс узима такмичара у свој тим. Међутим, млади преварант, који савршено игра главну улогу у представи коју је режирао мајстор – а уједно повећава своје знање о свом занату – испада незадовољан уделом који му учитељ даје од своје великодушности (нула проценат). Искусни преварант покушава да усађује ученику „исправан“ однос према туђем новцу зарађеном тешким радом професионалног преваранта, али младог не одликује стрпљење, већ изазива учитеља на двобој. Да би одлучили ко ће од њих двојице морати да ослободи приморски град, а уједно и партнера од њиховог присуства, преваранти се кладе, „џентлменски договор”: да докажу професионалну подобност, једна богата и невина Американка, „принцеза прашкова за прање веша“ (Глен Хедли) мора да је обраде за педесет хиљада долара.
Преваранти нису ни слутили да ће и сами бити жртве. Она која се у хотелу представила као госпођица Колгејт испоставила се да је и сама преварант високе класе. Олакшала је торбицу „колега“ за истих 50.000 долара и тријумфално напустила град.
Сезона је готова, два несрећна господина лежерно разговарају на клупи са погледом на море, када се изненада девојка поново појављује у парку Лоренс Виле, овога пута под именом Пола, под маском луксузног агента за некретнине. и то у друштву богатих привредника који траже куда.уложити велики новац. „Пола“, пошто је у потпуности ценила професионални ниво двојице преваранта, ставља партнере испред чињенице, дајући им прилику да се импровизовано удруже у паметној комбинацији и поделе огроман добитак. „Колеге“ – прво искусни Лоренс, други касније Фреди – поигравају се са бриљантним мајстором њихове заједничке неуспеле преваре, која тихо признаје: „Момци, ове године сам зарадила више од три милиона, али ваших педесет хиљада је било најпријатније“.

## Улоге
| Глумац         | Улога                 |
| -------------- | --------------------- |
| Стив Мартин    | Фреди Бенсон          |
| Мајкл Кејн     | Лоренс Џејмисон       |
| Глен Хедли     | Џенет Колгејт         |
| Ентон Роџерс   | инспектор Андре       |
| Барбара Харис  | Фани Јубенкс          |
| Ијан Макдермид | Артур, батлер         |
| Дејна Ајви     | госпођа Рид           |
| Миген Феј      | госпођа Трамбл        |
| Франсес Конрој | Дајана                |
| Луис Зорић     | Никос, грчки милионер |